# 井上陽水
井上 陽水（いのうえ ようすい、1948年8月30日 - ）は、日本のシンガーソングライター。本名は表記は同じで読みが、いのうえ あきみ。旧芸名、アンドレ・カンドレ。
福岡県嘉穂郡幸袋町（現・福岡県飯塚市幸袋）生まれ、福岡県田川郡糸田町育ち。高知県出身。

## 概要
1969年に「アンドレ・カンドレ」としてデビュー。1971年に本名の井上陽水として再デビュー。1970年代には吉田拓郎と並んでフォーク、ニュー・ミュージック界を牽引。その後も現在に至るまで第一線で活躍を続ける、日本を代表するシンガー・ソングライターの一人。2人目の妻・石川セリとの間に1男2女をもうける。長女は作詞家・歌手の依布サラサ（本名・井上ニサ）。
本名は「あきみ」と読むが、吉田拓郎を意識したレコード会社が「拓郎（たくろう）のように陽水（ようすい）にしよう」と言い出し、本人は「そうですか」と受け入れた。

## 経歴

### 生い立ち
福岡県嘉穂郡幸袋町目尾生まれ。本籍地は高知県幡多郡佐賀町で、佐賀町町役場に提出された出生届には「陽水」の下に「あきみ」と振り仮名が付いている。
父は高知県幡多郡佐賀町（現：黒潮町）出身の元軍医井上 若水（いのうえ わかみ、－1972年6月） 。若水の幼少期の井上家は大きな網元で広い山林を持つ資産家であった。しかし不漁続きとなり、昭和初期には没落。若水は子供ながら一人神戸へ旅立ち、キリスト教の伝道関係の職に就き勉強を続ける。苦学の末に高等専門学校卒業の資格を得る。その後、神戸で金属工芸の技術者として働くが、やがて朝鮮総督府に勤務する兄から人手の足りない福祉・医療関係の仕事に誘われ、1940年に朝鮮（京城（現在のソウル））へ渡る。ここでの経験がのちに開業歯科医の免許取得に役立つ。間もなく、同じ歯科医を兄弟・親戚に持つ母・フジと知り合い結婚。南下してくるソ連軍から逃れるため、フジはやっとの思いで先に帰国。開業歯科医をしていたフジの兄の地元の福岡県直方市にたどり着く。追って父が引き揚げる。若水は引き揚げ後は炭鉱で働いていたが、陽水が生まれてまもなく、フジの兄の意見も参考に隣接する糸田町で歯科医院を開業する。
1953年、糸田町に引っ越す。田川は何も縁のない土地で、ずっと"よそ者"意識があったという。糸田小学校、糸田中学校、西田川高校と進学。
小学校時代、子供会や婦人会の集まりで歌わせられることが多々あり、人前で歌うことには慣れていた。またこの頃から、姉の影響でプラターズやエルヴィス・プレスリーなど洋楽を聴くようになり、ヒットパレード系のラジオに熱中するようになる。
1963年、中学3年の時に小島正雄のラジオ番組で紹介された「プリーズ・プリーズ・ミー」に衝撃を受け、以降ビートルズに熱中する。高校時代はビートルズ狂いと周りから呼ばれ、数人の仲間と一日中歌いまくり、休日には（当時出始めの）オープンリールのテープレコーダーでその歌を録音するなど、ビートルズ漬けの生活を送っており、仲間内のみならず町内でも生粋の音楽狂として名が知られていた。
家業を継いで歯科医になることを期待されていたため、1967年、九州歯科大学を受験するも失敗し、予備校に通い始める。この年は小倉育英館に通ったが、翌年には九州英数学舘に変える。二浪目の1969年「帰って来たヨッパライ」（ザ・フォーク・クルセダーズ）を深夜放送で聞き、自らも高校時代に歌を録音する際に同じような早回しテクニックで遊んでいた経験 から、「これなら自分にもできる」「音楽でひとやま当てたい」と思ったのが曲を作り始めたきっかけ。ギターを見よう見まねで始める。1968年、再度の受験にも失敗する。1969年、3度目の受験に失敗し、大学進学を諦めた。その後「東京で勉強して大学入学を目指す。」と父に伝え上京するが歌手となるための活動に専念し、受験活動は行っていなかった。

### アンドレ・カンドレ時代
1969年、RKB毎日放送のラジオ番組『スマッシュ!!11』が放送開始される。この番組には視聴者が作った音楽を流すコーナーがあり、それを知った陽水は12弦ギターを使って「カンドレ・マンドレ」を自宅録音（テープレコーダーを二つ使った多重録音の擬似弾き語り）し、4月16日、テープをRKB毎日に持ち込む。『スマッシュ!!11』のディレクターの野見山実は、録音を聴きすっかり興奮した。陽気だが何か寂しげなところがあり、その発想に驚嘆した。このとき陽水は「マンドレ」という芸名を考えていたが、野見山が難色を示し（「マン」が女性器を連想させるという理由で）芸名は「アンドレ・カンドレ」に決まる。「カンドレ・マンドレ」は『スマッシュ!!11』で放送され、数多くのリクエストを受け、中には「生の声を聴きたい」というものもあった。ただしリクエストの大半は、陽水が友人（主に浪人仲間）にはがきを配ってリクエストを出すよう指令したためのものだったという。野見山は彼らとの比較で、陽水の曲には非常に高度なものが内在していることに気付き、その将来性を買ってCBSソニーの中曽根晧二宛に手紙で送るとともに、新聞記者にも陽水に対する考えを隠すことなく話した。中曽根の反応は早く、当時としては異色な面白さだとして、発売を急いだ。当時、CBSソニーはカルメン・マキの「時には母のない子のように」のヒットの余勢をかって、さらなる一発を狙っていた。躊躇していては他社に取られる恐れがあったため、会社側は中曽根にすぐに福岡へ迎えに行くよう指示した。両親は陽水の上京には反対したが、陽水の強い信念に父は「1曲吹き込んだら帰ってくるんだな。音楽がダメでもお前には別の生きる道がある」と伝えた。
放送後、RKBのスタッフからホリプロを紹介され、1969年7月初旬にレコーディングのため福岡市から上京。「カンドレ・マンドレ」を改めてレコーディングし、同年9月1日、CBSソニー（現：ソニー・ミュージックレコーズ）からアンドレ・カンドレとして同曲でデビュー。演奏は六文銭、編曲は小室等が担当したが、ほとんど注目されず、続く「ビューティフル・ワンダフル・バーズ」も、松山猛と加藤和彦から楽曲提供を受けた「花にさえ、鳥にさえ」（1970年）も不振に終わり、シングル3枚でアンドレ・カンドレとしての活動は終わることになった。以後、ポリドール移籍までの間は、本人も語ろうとしない空白の1年間となる。当時は、麻雀とパチンコに明け暮れており、仕事はあっても月2日位であったと後に語っている。
ビートルズ狂いの経緯もあり、本人は自らをフォーク歌手とは全く思っていなかったが、当時一般には「ギターを持って歌う歌手はフォーク歌手」として認識されていたため、フォーク歌手的な扱いを受けることが多く、営業先で嫌な目にあうことがしばしばあり、これが後にホリプロから独立する遠因になった。
アンドレ・カンドレ時代に知り合った小室等、安田裕美（六文銭のギタリスト）、星勝（モップスのギタリスト）、RCサクセションの忌野清志郎などとは以後長く深い交際になる。特に小室等からボブ・ディランを薦められ、以降の作詞に強い影響を受けた。
当時の映像として1970年公開の、和田アキ子主演映画『女番長 野良猫ロック』にモップスなどホリプロのアーティストと共に出演。「カンドレ・マンドレ」を歌うシーンがある（ただし、レコード音源に合わせて歌う、いわゆる「リップシンク」)。
この当時の陽水をよく知る高石ともやは、陽水の印象を「ギター1本で客ひとりひとりをねじ伏せるような歌だった。彼の言葉はとても鋭く、近づけないような雰囲気だった。演奏している背中を見ると、なんだか切なかったことを覚えている」と語っている。

### ポリドール時代
1971年、ポリドール・レコードのディレクター多賀英典に誘われて移籍し、初のアルバム『断絶』のレコーディングを始める。このアルバムの製作開始に合わせて名前を変えることになり、マネジメントの指揮を執った奥田義行が本名を聞くと「井上アキミ」というので、どんな字かと思ったら「陽水」と書くという。奥田は吉田拓郎を意識し、「拓郎がその二文字で若者にインパクトを与えている。だったら下の名前の「陽水」の2文字で対抗、強調していこう」と戦略を立てた。
吉田拓郎の生活派ソングというべきフォークがもてはやされるに至り、翌1972年3月1日、芸名を井上陽水（ようすい）と改め、シングル「人生が二度あれば」で再デビューを果たす。「人生が二度あれば」を編曲した星勝は、以後しばらく、陽水の作品の大部分を編曲することになる。5月に「傘がない」が収録された初アルバム『断絶』がリリースされる。陽水が売れ始めたのは、このアルバム『断絶』から。陽水自身は売れた理由について『陽水ライヴ もどり道』ジャケット内自筆年表で、「おりからのフォークブームでなんとなく浮上」と書いている。「傘がない」は虚無的な当時の若者の真情を表現しているとして注目された。『深夜放送ファン』1973年11月号の『陽水ライヴ もどり道』のレコード評には「その実力を認められるべくして認められた井上陽水は今年もっとも注目された歌い手で、そしてもっともレコード・セールスにおいて売れた歌い手だ。かつて岡林信康がその精神的な意味で若者の心に重く存在したように、また吉田拓郎がヤングのオピニオン・リーダーとして存在したように、今、井上陽水はそのセンチメンタルな世界をひっさげ＜どうしようもない時代＞に生き続けなければわれわれに慰みを与えてくれている」と書かれている。
その年の12月には2ndアルバム『センチメンタル』をリリース。また陽水がお客の前で本格的なライブを演ったのはこの1972年の大晦日、「渋谷ジァン・ジァン」と「青い森」が初めてで、ライブ活動を主戦場にしていた他のフォークシンガーに比べると、先のCBSソニーという大手レコード会社で一旦デビュー後に、別の大手から再デビュー等と合わせ、当時としては異色の経歴だった。このライブの陽水のギャラは1ステージ5,000円だった。
翌1973年3月のシングルで東宝『放課後』の主題歌「夢の中へ」が初のヒット（オリコン17位、以下売り上げ順位はすべてオリコン）となり、同年7月には初のライブアルバム『陽水ライヴ もどり道』がリリースに至る。人気上昇の切り口となった「夢の中へ」は、自身が「みんなで歌えるように作った」とコメントしているとおり、単純で明るく、親しみやすい曲である。中川右介はこの曲がようやくヒットするまでの陽水は低迷していたと指摘している。そして、同年9月にはシングル「心もよう」をリリース。これもスマッシュ・ヒットとなる。
そして、同年12月にアルバム『氷の世界』をリリース。当アルバムは100週以上BEST10に留まるなどロングセールスを続け、発売から2年後の1975年8月に日本レコード史上初のLP販売100万枚突破の金字塔を打ち立てた。オリコンのLPチャートでは5度も1位に返り咲くという記録も持っており、陽水は第一期の黄金時代を迎える。
この間、『二色の独楽』や『断絶』などの過去アルバムもチャートの上位を独占するなど、それまでのシングル・レコードを寄せ集めたアルバムではなく、吉田拓郎や小椋佳などとともに、シンガーソングライターによる良質なアルバム中心の時代に移行する先駆けとなった。
ポリドール時代には理由は諸説あるが殆どテレビに出演せず、外見が一般の目に触れる機会はレコードのジャケット写真がもっとも多くを占めていた。シングル「人生が二度あれば」からアルバム『氷の世界』までのジャケットでは、髪型がアフロヘアー、サングラスはなしで写っている。しかし『氷の世界』のインナースリーブにある写真の一枚ではサングラスをかけており、サングラスなしの写真は1975年のシングル「御免」以降、著書『綺麗ごと』のために撮られたものなど少数の例外を除き見られなくなる。テレビ拒否の理由について多賀は、1975年1月22日付けの日刊スポーツの取材に答え、「拒否しているわけではありません。学芸会でないものが出来ればという条件付きでです」と述べ、当の陽水は「積極的に出ていけるような広い心を持ちたいです」などと話し、芸能週刊誌をたくさん読み漁って、「自分のことがどう書かれているか興味深い」などと話した。
1974年1月17日、熊本県出身の女性と結婚する。これを機に中野南台の四畳半アパートから、世田谷三軒茶屋の3DKのマンションに引っ越す。
1974年は5枚のアルバムだけで売り上げ150万枚、金額にして34億1,000万円(オリジナルコンフィデンス誌調べ）を売り上げ、年収は3～4億円と推定された。"テレビ嫌い"とも評され、歌謡番組からワイドショーから相当数の出演交渉を全て断っていたが、陽水名となって初めてのテレビ出演とされる1974年12月に東京12チャンネル（テレビ東京）で陽水、小椋佳、遠藤賢司の3人のコンサート実況がフィルム構成で放送されている。この年大晦日の第16回日本レコード大賞は、日本レコード大賞を森進一の「襟裳岬」が受賞したため、作曲者の吉田拓郎が授賞式にジーンズで登壇し物議を醸した。陽水も企画賞を受賞していたが欠席した。
1975年、陽水・吉田拓郎・泉谷しげる・小室等が中心となって、フォーライフ・レコードを発起する。また、後に結婚する石川セリと出会う。

### フォーライフ時代：大麻取締法違反容疑で逮捕〜第二次陽水ブームまで
1976年2月、離婚。同年にフォーライフからリリースした『招待状のないショー』は9週連続1位を獲得。1977年、石川のアルバム『気まぐれ』に「ダンスはうまく踊れない」ほか2曲を提供する。「ダンスはうまく踊れない」は、陽水の部屋に遊びに来たセリの目の前で30分ほどで作られたという。
1977年9月10日、大麻所持容疑で逮捕され、「自分は酒が飲めないので、くつろぐためにマリファナを吸った」と自供した。9月22日に保釈され、10月11日には懲役8か月、執行猶予2年の判決を受ける。この逮捕に関して、当時朝日新聞記者だった筑紫哲也が、「マリファナは日本では違法であるが、これと絡めて井上陽水の歌まで否定する一部の意見は間違っている」と発言し、擁護を行っている。
1978年7月、上記の事件後（執行猶予中）にリリースされたアルバム『"white"』はオリコンチャートの3位を獲得した。
1978年8月30日、30歳の誕生日に石川と再婚、同年12月16日には長男が産まれている。
1979年のアルバム『スニーカーダンサー』では高中正義が5曲の編曲を務め、1980年のアルバム『EVERY NIGHT』では星勝が編曲から外れるなど、この時期にはサウンドが大きな転換を遂げている。さらに1981年のアルバム『あやしい夜をまって』から編曲に加わった川島裕二、その後BANANAなどの名義で陽水の作品に多数携わり、星勝と並んで重要な位置を占めるようになる。上述の通りセールスは伸びなかったが、この時期の作品には「なぜか上海」「海へ来なさい」「ジェラシー」「とまどうペリカン」「カナリア」「リバーサイドホテル」など、その後のライブやコンピレーション作品で頻繁に取り上げられる楽曲が多数含まれている。
1981年1月、『ばらえてい テレビファソラシド』にゲスト出演。7月『夜のヒットスタジオ』に「ジェラシー」で出演。8月『ザ・ベストテン』の「今週のスポットライト」コーナーに「ジェラシー」で出演。
1982年、バックバンドを務めていた安全地帯がデビューし、1983年には自身作詞による「ワインレッドの心」をヒットさせる。さらに1984年には安全地帯に歌詞を提供した「恋の予感」、中森明菜に歌詞と曲を提供した「飾りじゃないのよ涙は」、そして自身の「いっそセレナーデ」がヒットする。12月10日付のチャートでは「飾りじゃ〜」が2位、「恋の予感」が3位、「いっそ〜」が4位と、陽水の手がけた作品が上位を占める。同月21日にはこれらのヒット曲をはじめとする提供曲を、自身が自ら歌ったアルバム『9.5カラット』がリリースされ、翌1985年にかけてヒットする。『9.5カラット』は1985年のアルバム年間売り上げ1位を獲得し、陽水にとっては『氷の世界』以来自身2作目のミリオンセラーとなる。このヒットにより第27回日本レコード大賞で作曲賞とアルバム賞を獲得する。
1986年8月にはライブアルバム『クラムチャウダー』がリリースされ、9月には同じ題名のライブビデオも発売される。さらに8月20日から2日間、安全地帯とのジョイントで「STARDUST RENDEZ-VOUS」と題したコンサートを明治神宮野球場で行う。このコンサートで「夏の終りのハーモニー」を初披露、6万人の聴衆を動員しテレビ中継のほか、ライブアルバム、ライブビデオにも収録された。

### フォーライフ時代：タイアップによるシングルヒット〜『九段』まで
1988年9月1日、日産自動車より新発売されたセフィーロ（初代・A31型）のCMに「今夜、私に」を提供。陽水自身も出演し、アドリブで「みなさん、お元気ですか？……失礼しまーす」と声を出す。ところがこのCMが公開されて間もなく、病床に臥した昭和天皇が危篤になったため、声はカットされた。いしいひさいちは団欒中の家族に、窓を開けた陽水が「皆さんお元気ですか」と言うと一気にしらける、イラク軍の捕虜にこのCMを見せた途端、それまで騒がしかった捕虜たちが脱力しておとなしくなる、という作品を描いている。それから間もない10月、フジテレビ系のドラマ『ニューヨーク恋物語』の主題歌に使われた「リバーサイドホテル」がヒットする（11位）。「リバーサイドホテル」は1982年に発表されていた作品だが、リリースから6年を隔ててのヒットとなった。
翌1990年から1991年にかけて、映画『少年時代』の主題歌として作られた「少年時代」（作曲は平井夏美との共作）がヒットする。リリース直後は穏やかなチャートアクションだったが、1991年、ソニーのビデオカメラ「ハンディカム・CCD-TR105」のCMに使われてから売上を伸ばし、ロングセラーとなった。当初は藤子不二雄Aの作詞という話であったが、出来上がってみると藤子の歌詞はまったく使われていなかった。陽水は「安孫子さん の心をもらった」とコメントしており、藤子不二雄Aもイメージ通りの曲だとして出来栄えに満足した。実際に使われなかったオリジナルの歌詞全文は藤子不二雄Aの著書に何度か記載されている。
1993年、フジテレビ系のドラマ『素晴らしきかな人生』の主題歌に使われた「Make-up Shadow」（2007年にはトヨタ・ブレイドのTVCFソングとしても使われた）がオリコン最高2位、売上80万枚超のヒットを記録。第35回日本レコード大賞の金賞を受賞する。
このころからリリースのペースが落ち始める。1994年にアルバム『永遠のシュール』を発表してから、次のアルバム『九段』（1998年）までには3年半のブランクがある。また、この時期はライブ活動もほとんど行わず、1994年末から1999年9月までの約5年間は全国ツアーを一度も行っていない。
1996年、PUFFYのデビュー曲として歌詞を提供した「アジアの純真」がヒットする。「アジアの純真」の作曲は、以前から交流のあった奥田民生（1994年には「月ひとしずく」（小泉今日子）を共作している）。同じく陽水作詞、民生作曲でPUFFYに提供した「渚にまつわるエトセトラ」もヒットする。続いて「井上陽水奥田民生」と名義で1997年にリリースしたシングル「ありがとう」、アルバム『ショッピング』がいずれもヒットし、復活を遂げる。「ありがとう」はリリース同年にサッポロビール「黒ラベル」のCMに使われたことも手伝ってオリコン最高2位、約25万枚の売上を記録した。

### 『GOLDEN BEST』のミリオンセラー〜その後
1999年、アンドレ・カンドレとしてのデビューから30周年になることを記念して、2枚組のベスト・アルバム『GOLDEN BEST』がリリースされる。『GOLDEN BEST』は自身3作目のミリオンセラーとなった後も売上を伸ばし続ける。このヒットを受け、『GOLDEN BEST』のリリースからちょうど1年後には「裏ベスト」として『GOLDEN BAD』、『GOLDEN BEST』の売上が200万枚を突破した2003年にはその記念として『GOLDEN BEST SUPER』が発売された。
2001年、「コーヒー・ルンバ」「花の首飾り」のカバーがヒット。これに続いてリリースしたカバーアルバム『UNITED COVER』は80万枚を売るヒットとなり、その期間のライヴ映像はDVD『UNITED TOUR』として発売される。
2002年には4年振りの新作『カシス』と、ジャズ・アレンジを施したセルフカバー・アルバム『Blue Selection』をリリース。1999年から2006年までに、2004年を除いて毎年全国ツアーを開催した。
2006年にはツアーの合間を縫って制作された4年振りの新作『LOVE COMPLEX』をリリース。翌年はツアーの他、「井上陽水奥田民生」としてシングル「パラレル・ラブ」、アルバム『ダブルドライブ』を発表。2008年もツアー活動を行いつつ、ベスト・アルバム『弾き語りパッション』と『BEST BALLADE』の2作を発表している。2009年にはデビュー40周年を迎え、12月には15年振りとなる日本武道館公演を行い、その模様を収録したDVD『40th Special Thanks Live in 武道館』をリリース。翌2010年には4年半振りとなるオリジナル・アルバム「魔力」をリリースしている。
2014から2015年にかけて、「井上陽水 氷の世界ツアー」を行う。40年前に発売されたアルバム「氷の世界」を全曲歌う、という内容のツアーだった。
2015年、40年ぶりにポリドールの流れを組むユニバーサル・ミュージックに復帰することが発表された。
復帰後、ユニバーサル・ミュージックからアルバム「UNITED COVER 2」とシングル「care」を発売している。
2019年に50周年記念ツアーを敢行して以降は、音楽活動を行っておらず、2020年10月に公式ホームページ上にてビデオメッセージを公開したのを最後に公の場からも姿を消している。東京都内の事務所等も引き払い、2020年11月頃からは福岡市内に居住している。また、代表を務めてきた個人事務所の「キャンプ」と「ファイヤー音楽出版」の代表取締役も2021年末に辞任し、長男に譲った。

## 交流関係
文壇との交際が広い。文壇を含む文化人との交流は麻雀がきっかけ。1976年に『青空ふたり旅』として出版された五木寛之との対談をきっかけに、まず「話の特集」の矢崎泰久がベトナムに行く時の壮行麻雀大会に五木に連れて行かれ、そこで矢崎、ばばこういち、阿佐田哲也に会い、この後、長谷川和彦と知り合い、長谷川に近代麻雀に出ないかと誘われて田村光昭に会い、その繋がりで長門裕之、黒鉄ヒロシ、畑正憲らと知り合った。
世代的に上の人との付き合いが多い理由について、「吉田拓郎なんかは、自分がリーダーシップを取って周りの人間を引っ張っていくタイプでしょう。僕はそういうの不得意なんです。高校時代、タテ関係が希薄で女性も多い弓道部にいたせいかもしれないけど、下の世代に対する訓練ができていないんですよ」と、40代のころは話していた。同年代およびそれ以下との交流として、沢木耕太郎は歌詞集『ラインダンス』に、村上龍は『綺麗ごと』に寄稿し、町田康は「新しい恋」を作詞している。活動分野は違ってくるが、三谷幸喜は『You Are The Top〜今宵の君』の劇中歌である「You are the top」を作詞している。
また、同郷のタモリとはタモリのオールナイトニッポンにゲスト出演した事をきっかけに親しくなり、「テレフォンショッキング」には計11回、また「ミュージックステーション」、「タモリ倶楽部」、「ヨルタモリ」などにも、前述の通り殆どテレビに出演しないものの「タモリさんの番組なら」としてゲスト出演がある。さらに「ブラタモリ」のテーマ曲に「MAP」「女神」「瞬き」と書き下ろし曲を提供している。
水谷豊にも多くの楽曲を提供したが、初対面のレコーディングの際はほとんど会話が無かったという。それにもかかわらず「今日家に来ない?」と持ちかけ、水谷はその不思議な雰囲気に戸惑いながらも応諾する。翌日、水谷は勧められるまま、鰻丼を食べたり近所の公園でキャッチボールをしたという。
大麻所持で逮捕された際、自身を擁護する声明をしたことから筑紫哲也との親交が生まれ、のちに筑紫がテレビに進出し初のメインキャスターを務めた『日曜夕刊!こちらデスク』の最終回（1982年9月26日）では陽水がゲスト出演し持ち歌を3曲歌唱、報道番組では異例の全編生歌で番組を締めくくった。筑紫は初めて番組を持つことになった時、『傘がない』の「テレビではわが国の将来の問題を 誰かが深刻な顔をしてしゃべってる」というくだりが頭に浮かんだ、と回想している。その後、1989年に筑紫が新聞社を退社してスタートした『筑紫哲也 NEWS23』では、筑紫からの要請で初代のオープニングとエンディング曲（『最後のニュース』）を陽水が担当した。
桑田佳祐の息子と娘の依布サラサが同じ学校であった縁から桑田と親しい。

## 逸話、関連人物など
- 血液型AB型。身長178 cm。
- 『NHK紅白歌合戦』には1度も出場経験がなく、本人も全く出場する意思が無い事を明らかにしている。NHKの番組には度々出演しているが、「紅白は別」と出場を何度も辞退している。
  - 同局の1993年の連続テレビ小説『かりん』の主題歌『カナディアン アコーデオン』を担当したが、その年の第44回NHK紅白歌合戦出場については、「あの場は余りにもハデ。恥ずかしいから」と辞退[48]。
  - 1996年にも「恥ずかしい」と辞退[49][50][51]。のちに「（出演を拒否していた当時）テレビに出なかったことは後悔している」というコメントも行っている[52]。
  - 2006年には、「今年は出る気がない。今後の紅白の出演を検討する」と出場の可能性を否定。
- 嘉門達夫は「リバーサイド・ホテル」からヒント得て「温泉はリバーサイド」（アルバム「リゾート計画」収録）を発表。「リバーサイド・ホテル」のイントロのギターカッティングを同じにしている他、間奏のセリフでは井上がCMで発した「お元気ですか?」のフレーズを挿入した。
- 1979年に三洋電機のカラーテレビ「くっきりタテ7」のコマーシャルソングの歌手候補として、当時デビュー前の久保田小百合（後の久保田早紀）、「たそがれマイ・ラブ」などでヒットを記録していた大橋純子と共に選ばれていた[53]。後に三洋電機の意向により久保田に決定し、作られた曲が「異邦人」である。

## 作品
1969年9月1日に『カンドレ・マンドレ』でデビューして以降、2010年頃までは継続的に作品を発表した。2010年以降は発表の間隔が長くなるが、2019年にデビュー50周年を記念したライブを収録した映像作品『井上陽水50周年記念ライブツアー『光陰矢の如し』〜少年老い易く 学成り難し〜』を2020年9月1日に発表した。
自らの作品のほか、多くの楽曲をほかの歌手に提供している。経歴で挙げた例のほかには、沢田研二のアルバム『Mis cast.』の全曲を作詞作曲した例がある。また一青窈は自ら陽水のファンと称しており、アルバム『一青想』のうち2曲は陽水の作曲による。
また、曲をカバーした歌手には、「夢の中へ」の斉藤由貴、TRICERATOPS、「心もよう」の中森明菜、南沙織、「氷の世界」の筋肉少女帯、工藤静香、「傘がない」の中森明菜、柏原芳恵、斉藤和義、「東へ西へ」の本木雅弘、中村あゆみ、iri、「神無月にかこまれて」の香坂みゆき、「Make-up Shadow」の上原多香子、「いつのまにか少女は」の持田香織、「ジェラシー」の髙橋真梨子、「結詞」の高橋真梨子、中村あゆみ、「夏の終りのハーモニー」の中村あゆみ、MOOMIN、「最後のニュース」の奥田民生、「カナリア」に英語の歌詞を付けて歌ったジェーン・バーキン、「桜三月散歩道」をカヴァーしたキンモクセイなどがいる。
本職の歌手でないところでは、お笑い芸人の友近が「Tokyo」を、THE IDOLM@STER RADIOにおいて今井麻美・たかはし智秋が「少年時代」をカバー、また2019年発売の「井上陽水トリビュート」によっても多数の歌手がカバーした。

### シングル

#### 「アンドレ・カンドレ」名義
|     | 発売日        | タイトル                           | 収録曲                             | レーベル    | 備考 | 最高位 |
| --- | ------------- | ---------------------------------- | ---------------------------------- | ----------- | ---- | ------ |
| 1st | 1969年9月1日  | カンドレ・マンドレ                 | カンドレ・マンドレ                 | CBS・ソニー |      | -      |
| 1st | 1969年9月1日  | カンドレ・マンドレ                 | 終りがないのは                     | CBS・ソニー |      | -      |
| 2nd | 1969年12月5日 | ビューティフル・ワンダフル・バーズ | ビューティフル・ワンダフル・バーズ | CBS・ソニー |      | -      |
| 2nd | 1969年12月5日 | ビューティフル・ワンダフル・バーズ | 闇の中で                           | CBS・ソニー |      | -      |
| 3rd | 1970年10月1日 | 花にさえ、鳥にさえ                 | 花にさえ、鳥にさえ                 | CBS・ソニー |      | -      |
| 3rd | 1970年10月1日 | 花にさえ、鳥にさえ                 | さあ、おぬぎ                       | CBS・ソニー |      | -      |

#### 「井上陽水」名義
|      | 発売日         | タイトル                  | 収録曲                                                                                         | レーベル                                 | 備考 | 最高位 |
| ---- | -------------- | ------------------------- | ---------------------------------------------------------------------------------------------- | ---------------------------------------- | --- | ------ |
| 1st  | 1972年3月1日   | 人生が二度あれば          | 人生が二度あれば                                                                               | ポリドール・レコード                     | | -      |
| 1st  | 1972年3月1日   | 人生が二度あれば          | 断絶                                                                                           | ポリドール・レコード                     | | -      |
| 2nd  | 1972年7月1日   | 傘がない                  | 傘がない                                                                                       | ポリドール・レコード                     | | 69位   |
| 2nd  | 1972年7月1日   | 傘がない                  | 感謝知らずの女                                                                                 | ポリドール・レコード                     | | 69位   |
| 3rd  | 1973年3月1日   | 夢の中へ                  | 夢の中へ                                                                                       | ポリドール・レコード                     | | 17位   |
| 3rd  | 1973年3月1日   | 夢の中へ                  | いつのまにか少女は                                                                             | ポリドール・レコード                     | | 17位   |
| 4th  | 1973年9月21日  | 心もよう                  | 心もよう                                                                                       | ポリドール・レコード                     | | 7位    |
| 4th  | 1973年9月21日  | 心もよう                  | 帰れない二人                                                                                   | ポリドール・レコード                     | | 7位    |
| 5th  | 1974年4月1日   | 闇夜の国から              | 闇夜の国から                                                                                   | ポリドール・レコード                     | | 11位   |
| 5th  | 1974年4月1日   | 闇夜の国から              | いつもと違った春                                                                               | ポリドール・レコード                     | | 11位   |
| 6th  | 1974年9月1日   | 夕立                      | 夕立                                                                                           | ポリドール・レコード                     | | 15位   |
| 6th  | 1974年9月1日   | 夕立                      | ゼンマイじかけのカブト虫                                                                       | ポリドール・レコード                     | | 15位   |
| 7th  | 1975年6月21日  | 御免                      | 御免                                                                                           | ポリドール・レコード                     | | 29位   |
| 7th  | 1975年6月21日  | 御免                      | 旅から旅                                                                                       | ポリドール・レコード                     | | 29位   |
| 8th  | 1975年11月25日 | 青空、ひとりきり          | 青空、ひとりきり                                                                               | フォーライフ・レコード                   | アルバムとは編集の異なるシングルバージョン。 | 8位    |
| 8th  | 1975年11月25日 | 青空、ひとりきり          | Flight                                                                                         | フォーライフ・レコード                   | | 8位    |
| 9th  | 1976年2月25日  | Good, Good-Bye            | Good, Good-Bye                                                                                 | フォーライフ・レコード                   | 関西テレビ放送「さんまのまんま」エンディングテーマで使用された時期あり。 | 13位   |
| 9th  | 1976年2月25日  | Good, Good-Bye            | 子供への唄                                                                                     | フォーライフ・レコード                   | | 13位   |
| 10th | 1977年5月25日  | 夏願望                    | 夏願望                                                                                         | フォーライフ・レコード                   | | -      |
| 10th | 1977年5月25日  | 夏願望                    | 青空、ひとりきり                                                                               | フォーライフ・レコード                   | アルバムとは編集の異なるシングルバージョン。 | -      |
| 10th | 1977年5月25日  | 夏願望                    | 招待状のないショー                                                                             | フォーライフ・レコード                   | | -      |
| 10th | 1977年5月25日  | 夏願望                    | 子供への唄                                                                                     | フォーライフ・レコード                   | | -      |
| 11th | 1978年8月10日  | 青い闇の警告              | 青い闇の警告                                                                                   | フォーライフ・レコード                   | | 100位  |
| 11th | 1978年8月10日  | 青い闇の警告              | 映画に行こう                                                                                   | フォーライフ・レコード                   | | 100位  |
| 12th | 1978年10月21日 | ミスコンテスト            | ミスコンテスト                                                                                 | フォーライフ・レコード                   | | -      |
| 12th | 1978年10月21日 | ミスコンテスト            | 八月の休暇                                                                                     | フォーライフ・レコード                   | シングルバージョンはここでしか聞けない。 | -      |
| 13th | 1979年8月5日   | なぜか上海                | なぜか上海                                                                                     | フォーライフ・レコード                   | | 87位   |
| 13th | 1979年8月5日   | なぜか上海                | 娘がねじれる時                                                                                 | フォーライフ・レコード                   | | 87位   |
| 14th | 1980年7月5日   | BRIGHT EYES               | BRIGHT EYES                                                                                    | フォーライフ・レコード                   | アート・ガーファンクルのカバー。 歌詞は日本語で、訳詞は陽水本人による。 | -      |
| 14th | 1980年7月5日   | BRIGHT EYES               | 答えはUNDERSTAND                                                                               | フォーライフ・レコード                   | | -      |
| 15th | 1980年11月21日 | クレイジーラブ            | クレイジーラブ                                                                                 | フォーライフ・レコード                   | 山口百恵への提供曲（アルバム『This is my trial』収録）のセルフカバー。 | -      |
| 15th | 1980年11月21日 | クレイジーラブ            | 空はブルーエンジェル                                                                           | フォーライフ・レコード                   | 再発盤ではカップリングが「答えはUNDERSTAND」になっている。 | -      |
| 16th | 1981年6月21日  | ジェラシー                | ジェラシー                                                                                     | フォーライフ・レコード                   | | 14位   |
| 16th | 1981年6月21日  | ジェラシー                | 夏星屑                                                                                         | フォーライフ・レコード                   | | 14位   |
| 17th | 1981年11月21日 | 風のエレジー              | 風のエレジー                                                                                   | フォーライフ・レコード                   | | 55位   |
| 17th | 1981年11月21日 | 風のエレジー              | 海はどうだ                                                                                     | フォーライフ・レコード                   | | 55位   |
| 18th | 1982年7月5日   | リバーサイドホテル        | リバーサイドホテル                                                                             | フォーライフ・レコード                   | | 11位   |
| 18th | 1982年7月5日   | リバーサイドホテル        | 俺の事務所はCAMP                                                                               | フォーライフ・レコード                   | | 11位   |
| 19th | 1982年10月21日 | とまどうペリカン          | とまどうペリカン                                                                               | フォーライフ・レコード                   | | 69位   |
| 19th | 1982年10月21日 | とまどうペリカン          | Music High                                                                                     | フォーライフ・レコード                   | 水谷豊への提供曲のセルフカバー | 69位   |
| 20th | 1983年2月5日   | 愛されてばかりいると      | 愛されてばかりいると                                                                           | フォーライフ・レコード                   | アルバム『LION & PELICAN』に収録されたものとはアレンジが違う。 | 35位   |
| 20th | 1983年2月5日   | 愛されてばかりいると      | 背中まで45分                                                                                   | フォーライフ・レコード                   | 沢田研二への提供曲のセルフカバー | 35位   |
| 21st | 1983年12月5日  | 誘惑                      | 誘惑                                                                                           | フォーライフ・レコード                   | アルバムバージョンよりエンディングのフェードアウトが短くなっており、ここでしか聞けない。 | -      |
| 21st | 1983年12月5日  | 誘惑                      | Frozen Eyes                                                                                    | フォーライフ・レコード                   | | -      |
| 22nd | 1984年7月21日  | 悲しき恋人                | 悲しき恋人                                                                                     | フォーライフ・レコード                   | 長戸大幸が「パインジュースの缶」名義で作曲を担当。 | -      |
| 22nd | 1984年7月21日  | 悲しき恋人                | ダンスのチャンス                                                                               | フォーライフ・レコード                   | | -      |
| 23rd | 1984年10月24日 | いっそ セレナーデ         | いっそ セレナーデ                                                                              | フォーライフ・レコード                   | | 4位    |
| 23rd | 1984年10月24日 | いっそ セレナーデ         | Speedy Night                                                                                   | フォーライフ・レコード                   | | 4位    |
| 24th | 1986年5月21日  | 新しいラプソディー        | 新しいラプソディー                                                                             | フォーライフ・レコード                   | | 25位   |
| 24th | 1986年5月21日  | 新しいラプソディー        | ダメなメロン                                                                                   | フォーライフ・レコード                   | | 25位   |
| 25th | 1987年11月21日 | WHY                       | WHY                                                                                            | フォーライフ・レコード                   | | 63位   |
| 25th | 1987年11月21日 | WHY                       | 揺れる花園                                                                                     | フォーライフ・レコード                   | | 63位   |
| 26th | 1988年9月7日   | 今夜、私に                | 今夜、私に                                                                                     | フォーライフ・レコード                   | | 43位   |
| 26th | 1988年9月7日   | 今夜、私に                | 恋は自分勝手に                                                                                 | フォーライフ・レコード                   | | 43位   |
| 27th | 1989年4月11日  | 夢寝見                    | 夢寝見                                                                                         | フォーライフ・レコード                   | | 37位   |
| 27th | 1989年4月11日  | 夢寝見                    | 紅すべり                                                                                       | フォーライフ・レコード                   | | 37位   |
| 28th | 1989年12月21日 | 最後のニュース            | 最後のニュース                                                                                 | フォーライフ・レコード                   | | 57位   |
| 28th | 1989年12月21日 | 最後のニュース            | BACK SIDE                                                                                      | フォーライフ・レコード                   | | 57位   |
| 29th | 1990年9月21日  | 少年時代                  | 少年時代                                                                                       | フォーライフ・レコード                   | | 4位    |
| 29th | 1990年9月21日  | 少年時代                  | 荒ワシの歌                                                                                     | フォーライフ・レコード                   | | 4位    |
| 30th | 1991年3月21日  | Tokyo                     | Tokyo                                                                                          | フォーライフ・レコード                   | | 76位   |
| 30th | 1991年3月21日  | Tokyo                     | 夢の背中                                                                                       | フォーライフ・レコード                   | 野田秀樹が手掛けた芝居『野田版 国性爺合戦』の劇中歌のセルフカバー。 | 76位   |
| 31st | 1992年10月21日 | 結詞                      | 結詞                                                                                           | フォーライフ・レコード                   | 再録。セルフカバーアルバム『ガイドのいない夜』に収録されたものと同じ。 | 33位   |
| 31st | 1992年10月21日 | 結詞                      | 野イチゴ                                                                                       | フォーライフ・レコード                   | 再録で、CD-BOX『ReMASTER』に収録された。 | 33位   |
| 32nd | 1993年3月19日  | 5月の別れ                 | 5月の別れ                                                                                      | フォーライフ・レコード                   | | 27位   |
| 32nd | 1993年3月19日  | 5月の別れ                 | Be-Pop Juggler                                                                                 | フォーライフ・レコード                   | | 27位   |
| 33rd | 1993年7月21日  | Make-up Shadow            | Make-up Shadow                                                                                 | フォーライフ・レコード                   | | 2位    |
| 33rd | 1993年7月21日  | Make-up Shadow            | プレゼント                                                                                     | フォーライフ・レコード                   | | 2位    |
| 34th | 1993年11月3日  | カナディアン アコーデオン | カナディアン アコーデオン                                                                      | フォーライフ・レコード                   | | 35位   |
| 34th | 1993年11月3日  | カナディアン アコーデオン | 引き揚げ者の唄                                                                                 | フォーライフ・レコード                   | | 35位   |
| 35th | 1994年4月10日  | 愛は君                    | 愛は君                                                                                         | ポリドール・レコード                     | | 45位   |
| 35th | 1994年4月10日  | 愛は君                    | あこがれ                                                                                       | ポリドール・レコード                     | | 45位   |
| 36th | 1994年10月21日 | 移動電話/カミナリと風     | 移動電話                                                                                       | フォーライフ・レコード                   | | 36位   |
| 36th | 1994年10月21日 | 移動電話/カミナリと風     | カミナリと風                                                                                   | フォーライフ・レコード                   | | 36位   |
| 37th | 1995年12月6日  | 嘘つきダイヤモンド        | 嘘つきダイヤモンド                                                                             | フォーライフ・レコード                   | | 32位   |
| 37th | 1995年12月6日  | 嘘つきダイヤモンド        | OVER TIME                                                                                      | フォーライフ・レコード                   | | 32位   |
| 38th | 1997年3月5日   | 太陽の町                  | 太陽の町                                                                                       | ポリドール・レコード                     | | -      |
| 38th | 1997年3月5日   | 太陽の町                  | 眠りにさそわれ                                                                                 | ポリドール・レコード                     | | -      |
| 39th | 1998年2月21日  | TEENAGER                  | TEENAGER                                                                                       | フォーライフ・レコード                   | | 60位   |
| 39th | 1998年2月21日  | TEENAGER                  | 積み荷のない船                                                                                 | フォーライフ・レコード                   | | 60位   |
| 39th | 1998年2月21日  | TEENAGER                  | HAWAIIAN LOVE SONG（リリウオカラニ女王に捧ぐ）                                                 | フォーライフ・レコード                   | | 60位   |
| 40th | 2001年1月24日  | コーヒー・ルンバ          | コーヒー・ルンバ                                                                               | フォーライフ・レコード                   | アルパ奏者のウーゴ・ブランコ (Hugo Blanco) のカバー。歌詞は西田佐知子が初めて歌った日本語のもの。 | 19位   |
| 40th | 2001年1月24日  | コーヒー・ルンバ          | 星のフラメンコ                                                                                 | フォーライフ・レコード                   | 西郷輝彦のカバー | 19位   |
| 40th | 2001年1月24日  | コーヒー・ルンバ          | ドミノ                                                                                         | フォーライフ・レコード                   | ペギー葉山のカバー | 19位   |
| 40th | 2001年1月24日  | コーヒー・ルンバ          | 旅人よ                                                                                         | フォーライフ・レコード                   | 加山雄三のカバー | 19位   |
| 41st | 2001年4月1日   | 花の首飾り                | 花の首飾り                                                                                     | フォーライフ・レコード                   | ザ・タイガースのカバー | 12位   |
| 41st | 2001年4月1日   | 花の首飾り                | お嫁においで                                                                                   | フォーライフ・レコード                   | 加山雄三のカバー | 12位   |
| 42nd | 2001年11月21日 | この世の定め              | この世の定め                                                                                   | フォーライフ・レコード                   | | 60位   |
| 42nd | 2001年11月21日 | この世の定め              | 毛ガニ                                                                                         | フォーライフ・レコード                   | コンサートで即興演奏した楽曲 | 60位   |
| 42nd | 2001年11月21日 | この世の定め              | 名古屋食べ物事情                                                                               | フォーライフ・レコード                   | コンサートで即興演奏した楽曲 | 60位   |
| 43rd | 2002年4月3日   | Final Love Song           | Final Love Song                                                                                | フォーライフミュージックエンタテイメント | | 43位   |
| 43rd | 2002年4月3日   | Final Love Song           | ヤギのミルク                                                                                   | フォーライフミュージックエンタテイメント | | 43位   |
| 44th | 2002年8月21日  | 森花処女林                | 森花処女林                                                                                     | フォーライフミュージックエンタテイメント | | -      |
| 44th | 2002年8月21日  | 森花処女林                | 決められたリズム (Single Version)                                                              | フォーライフミュージックエンタテイメント | | -      |
| 45th | 2002年10月23日 | 飾りじゃないのよ涙は      | 飾りじゃないのよ涙は                                                                           | フォーライフミュージックエンタテイメント | 再録。セルフカバーアルバム『Blue Selection』に収録された。 | 93位   |
| 45th | 2002年10月23日 | 飾りじゃないのよ涙は      | 決められたリズム                                                                               | フォーライフミュージックエンタテイメント | アルバム『カシス』に収録されたものと同じ。 | 93位   |
| 46th | 2004年4月1日   | 歌に誘われて              | 歌に誘われて                                                                                   | ピンジャックレーベル                     | 型番 PJCF-0001 売価500円（税込）。発売元：ピンジャックレコード 販売元：株式会社西鉄エージェンシー。8センチCD。西鉄グループである株式会社インキューブ西鉄が運営する「雑貨屋 インキューブ」のみの販売だった。福岡県限定販売ながら、約2万枚を売り上げた。 販売当時、西鉄バスイメージCMソングとして主に路線バスで使用された。ジャケットは二つ折りの厚紙に印刷され、表側はタイトル曲名（「誘」は赤色）とともにバスに揺られるセーラー服の女性と、夕方で曇りがかった博多区中洲をバックに走る西鉄バスの写真。内側は淡い空色で曲名と作詞・作曲の井上陽水のクレジットと歌詞の印字がされている（若干長い明朝体を使用し、要所で二周り程大きく、濃淡の付いた形式）。 後に2006年6月28日発売のアルバム「LOVE COMPLEX」の9曲目に収録された。 |        |
| 47th | 2006年3月29日  | 新しい恋/長い猫           | 新しい恋                                                                                       | フォーライフミュージックエンタテイメント | | 50位   |
| 47th | 2006年3月29日  | 新しい恋/長い猫           | 長い猫                                                                                         | フォーライフミュージックエンタテイメント | 作詞は長女の依布サラサとの共作 | 50位   |
| 48th | 2009年4月29日  | Love Rainbow              | Love Rainbow                                                                                   | フォーライフミュージックエンタテイメント | | 62位   |
| 48th | 2009年4月29日  | Love Rainbow              | LOVE LILA                                                                                      | フォーライフミュージックエンタテイメント | | 62位   |
| 49th | 2017年2月15日  | 夢の中へ（初回限定盤）    | 夢の中へ                                                                                       | ユニバーサルミュージック                 | | 36位   |
| 49th | 2017年2月15日  | 夢の中へ（初回限定盤）    | 女神                                                                                           | ユニバーサルミュージック                 | | 36位   |
| 49th | 2017年2月15日  | 夢の中へ（初回限定盤）    | 瞬き                                                                                           | ユニバーサルミュージック                 | | 36位   |
| 49th | 2017年2月15日  | 夢の中へ（初回限定盤）    | ミス コンテスト（ライブ・パフォーマンス 井上陽水 コンサート2016秋「UNITED COVER 2」より）      | ユニバーサルミュージック                 | Bonus Track | 36位   |
| 49th | 2017年2月15日  | 夢の中へ（初回限定盤）    | Make-up Shadow（ライブ・パフォーマンス 井上陽水 コンサート2016秋「UNITED COVER 2」より）       | ユニバーサルミュージック                 | Bonus Track | 36位   |
| 49th | 2017年2月15日  | 夢の中へ（初回限定盤）    | バレリーナ（ライブ・パフォーマンス 井上陽水 コンサート2016秋「UNITED COVER 2」より）           | ユニバーサルミュージック                 | Bonus Track | 36位   |
| 49th | 2017年2月15日  | 夢の中へ（初回限定盤）    | 氷の世界（ライブ・パフォーマンス 井上陽水 コンサート2016秋「UNITED COVER 2」より）             | ユニバーサルミュージック                 | Bonus Track | 36位   |
| 49th | 2017年2月15日  | 夢の中へ（初回限定盤）    | 海へ来なさい（ライブ・パフォーマンス 井上陽水 コンサート2016秋「UNITED COVER 2」より）         | ユニバーサルミュージック                 | Bonus Track | 36位   |
| 49th | 2017年2月15日  | 夢の中へ（初回限定盤）    | 夏の終りのハーモニー（ライブ・パフォーマンス 井上陽水 コンサート2016秋「UNITED COVER 2」より） | ユニバーサルミュージック                 | Bonus Track | 36位   |
| 49th | 2017年2月15日  | 夢の中へ（通常盤）        | 夢の中へ                                                                                       | ユニバーサルミュージック                 | | 36位   |
| 49th | 2017年2月15日  | 夢の中へ（通常盤）        | 女神                                                                                           | ユニバーサルミュージック                 | | 36位   |
| 49th | 2017年2月15日  | 夢の中へ（通常盤）        | 瞬き                                                                                           | ユニバーサルミュージック                 | | 36位   |
| 50th | 2018年7月25日  | care                      | care                                                                                           | ユニバーサルミュージック                 | ピアノにOfficial髭男dismの藤原聡が参加している。 | 99位   |
| 50th | 2018年7月25日  | care                      | MUSIC PLAY                                                                                     | ユニバーサルミュージック                 | ギター、ベース、ドラムに奥田民生が参加している。 | 99位   |

#### コラボレーション
| 名義                     | 発売日        | タイトル                           | 収録曲               | レーベル                 | 備考                                                                | 最高位 |
| ------------------------ | ------------- | ---------------------------------- | -------------------- | ------------------------ | ------------------------------------------------------------------- | ------ |
| 井上陽水・安全地帯       | 1986年9月25日 | 夏の終りのハーモニー/俺はシャウト! | 夏の終りのハーモニー | Kitty Records            |                                                                     | 6位    |
| 井上陽水・安全地帯       | 1986年9月25日 | 夏の終りのハーモニー/俺はシャウト! | 俺はシャウト!        | Kitty Records            |                                                                     | 6位    |
| 忌野清志郎 with 井上陽水 | 2005年7月27日 | 愛を謳おう                         | 愛を謳おう           | ユニバーサルミュージック | 『妖怪大戦争 オリジナル・サウンドトラック』にはCinema Versionを収録 | -      |
| 忌野清志郎 with 井上陽水 | 2005年7月27日 | 愛を謳おう                         | 教えてジィジ         | ユニバーサルミュージック |                                                                     | -      |

### アルバム

#### スタジオ・アルバム
| 枚   | 発売日         | タイトル              | レーベル                                 | 規格品番  | 備考 | 最高位 |
| ---- | -------------- | --------------------- | ---------------------------------------- | --------- | --- | ------ |
| 1st  | 1972年5月1日   | 断絶                  | ポリドール・レコード                     | UPCY-7586 | | 8位    |
| 2nd  | 1972年12月10日 | 陽水II センチメンタル | ポリドール・レコード                     | UPCY-7587 | | 10位   |
| 3rd  | 1973年12月1日  | 氷の世界              | ポリドール・レコード                     | UPCY-7589 | 日本初のミリオンセラー・アルバム。 ジャケット撮影は大学生時代に、全共闘運動に共感、「べ平連」に参加しデモを撮影していた中村冬夫が抜擢された。 | 1位    |
| 4th  | 1974年10月1日  | 二色の独楽            | ポリドール・レコード                     | UPCY-7590 | | 1位    |
| 5th  | 1976年3月25日  | 招待状のないショー    | フォーライフ・レコード                   | FLCF-5069 | 井上にとってフォーライフ設立後、初アルバム | 1位    |
| 6th  | 1978年7月25日  | "white"               | フォーライフ・レコード                   | FLCF-5071 | | 3位    |
| 7th  | 1979年9月21日  | スニーカーダンサー    | フォーライフ・レコード                   | FLCF-5072 | | 3位    |
| 8th  | 1980年12月5日  | EVERY NIGHT           | フォーライフ・レコード                   | FLCF-5073 | | 28位   |
| 9th  | 1981年11月21日 | あやしい夜をまって    | フォーライフ・レコード                   | FLCF-5074 | | 11位   |
| 10th | 1982年12月5日  | LION & PELICAN        | フォーライフ・レコード                   | FLCF-5075 | 井上自身多く言及、ライブで歌う曲も多い。 | 13位   |
| 11th | 1983年12月5日  | バレリーナ            | フォーライフ・レコード                   | FLCF-5076 | | 25位   |
| 12th | 1987年12月16日 | Negative              | フォーライフ・レコード                   | FLCF-5078 | | 5位    |
| 13th | 1990年10月21日 | ハンサムボーイ        | フォーライフ・レコード                   | FLCF-5079 | タイアップ曲多数収録。 | 2位    |
| 14th | 1993年9月15日  | UNDER THE SUN         | フォーライフ・レコード                   | FLCF-5081 | | 1位    |
| 15th | 1994年10月21日 | 永遠のシュール        | フォーライフ・レコード                   | FLCF-5082 | | 7位    |
| 16th | 1998年3月18日  | 九段                  | フォーライフ・レコード                   | FLCF-5083 | | 23位   |
| 17th | 2002年7月24日  | カシス                | フォーライフミュージックエンタテイメント | FLCF-5085 | | 12位   |
| 18th | 2006年6月28日  | LOVE COMPLEX          | フォーライフミュージックエンタテイメント | FLCF-5087 | | 17位   |
| 19th | 2010年11月17日 | 魔力                  | フォーライフミュージックエンタテイメント | FLCF-5088 | | 22位   |

#### カバー・セルフカバーアルバム
| タイプ       | 発売日         | タイトル         | レーベル                                 | 規格品番  | 備考                                                                                           | 最高位 |
| ------------ | -------------- | ---------------- | ---------------------------------------- | --------- | ---------------------------------------------------------------------------------------------- | ------ |
| セルフカバー | 1984年12月21日 | 9.5カラット      | フォーライフ・レコード                   | FLCF-5077 | 井上自身2作目のミリオンセラー                                                                  | 1位    |
| セルフカバー | 1992年11月20日 | ガイドのいない夜 | フォーライフ・レコード                   | FLCF-5080 | 「Just Fit」は沢田研二に提供した楽曲                                                           | 7位    |
| カバー       | 2001年5月30日  | UNITED COVER     | フォーライフ・レコード                   | FLCF-5084 | 「手引きのようなもの」のみセルフカバー                                                         | 2位    |
| セルフカバー | 2002年11月20日 | Blue Selection   | フォーライフミュージックエンタテイメント | FLCF-5086 | 全曲にジャズアレンジが施されている。                                                           | 20位   |
| カバー       | 2015年7月29日  | UNITED COVER 2   | ユニバーサルミュージック                 | UPCH-7591 | 「氷の世界」のみセルフカバー。オリジナルの新曲2曲あり。シリーズ第1弾より足掛け15年振りの続編。 | 16位   |

#### ライブ・アルバム
| 枚  | 発売日        | タイトル                              | レーベル                 | 規格品番  | 備考 |
| --- | ------------- | ------------------------------------- | ------------------------ | --------- | --- |
| 1st | 1973年7月1日  | 陽水ライヴ もどり道                   | ポリドール・レコード     | UPCY-7588 | |
| 2nd | 1976年12月5日 | 東京ワシントンクラブ                  | フォーライフ・レコード   | FLCF-5070 | CD単体発売も左記品番で予定されていたが、諸事情により発売中止。後述のCD-BOX『YOSUI BOX Remastered』で初CD化。 |
| 3rd | 1982年4月5日  | 陽水ライブ＜ジェラシー＞              | フォーライフ・レコード   | 33C-1     | カセットテープのみの発売。                                                                                   |
| 4th | 1986年8月27日 | クラムチャウダー                      | フォーライフ・レコード   | FLCF-5009 | キャッチコピーは「冷めないうちに」。                                                                         |
| 5th | 2014年9月10日 | 氷の世界ツアー2014 ライブ・ザ・ベスト | ユニバーサルミュージック | UMCK-9701 | SHM-CD使用。                                                                                                 |

#### ベスト・アルバム
| 発売日         | タイトル                                         | レーベル                                 | 規格品番       | 備考 |
| -------------- | ------------------------------------------------ | ---------------------------------------- | -------------- | --- |
| 1975年7月21日  | GOOD PAGES                                       | ポリドール・レコード                     | MR-5060        | 初のベスト・アルバム。 |
| 1976年10月21日 | GOOD PAGES 2                                     | ポリドール・レコード                     | MR-3026        | 全12曲収録。ポリドール音源ベスト・アルバム第2弾。歌詞カードには各曲ごとの楽譜付。 |
| 1980年9月21日  | 井上陽水ベスト20                                 | フォーライフ・レコード                   | 36C-1          | カセットテープのみの独自企画。A面全てのライブ音源と、B面「傘がない」の弾き語りスタジオ新録音源は当商品のみ。 |
| 1981年3月21日  | 井上陽水メタル・スペシャル                       | フォーライフ・レコード                   | 33C-5002       | カセットテープのみの独自企画。メタルテープを使用したベストアルバム。 |
| 1982年3月5日   | SO                                               | ポリドール・レコード                     | 25MX-9030      | ポリドールおよびフォーライフで発表した曲を収録したベストアルバム。 |
| 1982年3月5日   | MUCH                                             | フォーライフ・レコード                   | 25K-2          | ポリドールおよびフォーライフで発表した曲を収録したベストアルバム。 |
| 1985年3月1日   | 明星                                             | ポリドール・レコード                     | 25MS-0072 (LP) | ポリドール音源を集めた陽水自身の選曲によるベストアルバムだが、諸事情により、初版はキティレコードからリリース。後述のフォーライフ音源を集めた「平凡」と同時期に発売。LPは10曲、CDは16曲と、収録曲数が異なる。CDのみ聴ける6曲は「夏まつり」「東へ西へ」「人生が二度あれば」「傘がない」「感謝知らずの女」「小春おばさん」。 |
| 1985年3月1日   | 明星                                             | ポリドール・レコード                     | POCH-1591 (CD) | ポリドール音源を集めた陽水自身の選曲によるベストアルバムだが、諸事情により、初版はキティレコードからリリース。後述のフォーライフ音源を集めた「平凡」と同時期に発売。LPは10曲、CDは16曲と、収録曲数が異なる。CDのみ聴ける6曲は「夏まつり」「東へ西へ」「人生が二度あれば」「傘がない」「感謝知らずの女」「小春おばさん」。 |
| 1985年3月5日   | 平凡                                             | フォーライフ・レコード                   | 28K-83 (LP)    | 上記の『明星』と同時期に発売。「招待状のないショー (New Take)」収録は、当作品のみ。「青空、ひとりきり」「愛されてばかりいると」「Good, Good-Bye」はシングルバージョンで収録。 |
| 1985年3月5日   | 平凡                                             | フォーライフ・レコード                   | 35KD-5 (CD)    | 上記の『明星』と同時期に発売。「招待状のないショー (New Take)」収録は、当作品のみ。「青空、ひとりきり」「愛されてばかりいると」「Good, Good-Bye」はシングルバージョンで収録。 |
| 1987年7月21日  | Re-View                                          | フォーライフ・レコード                   | 33KD-106       | 「愛されてばかりいると」はシングルバージョン、「青空、ひとりきり」「なぜか上海」は別ミックス。CDのみの発売。 |
| 1987年9月1日   | YOSUI SINGLE COLLECTIONS                         | ポリドール・レコード                     | POCH-1592 (CD) | CD・カセットテープのみ。 ポリドールの音源のシングル7枚、全14曲を収録。 |
| 1987年9月1日   | YOSUI SINGLE COLLECTIONS                         | ポリドール・レコード                     | (CT)           | CD・カセットテープのみ。 ポリドールの音源のシングル7枚、全14曲を収録。 |
| 1993年8月6日   | 心もよう                                         | ポリドール・レコード                     | POCH-1275      | 全15曲収録。 |
| 1994年12月1日  | 全曲集                                           | ポリドール・レコード                     | POCH-1434      | 全20曲収録。カセットテープ同時発売。 |
| 1997年11月19日 | ベスト・コレクション                             | ポリドール・レコード                     | POCH-1660      | 全19曲収録。ポリドール楽曲16曲、フォーライフ楽曲3曲。 |
| 1999年5月26日  | 夢の中へ -井上陽水ベストアルバム-                | ポリドール・レコード                     | POCH-1797      | 全19曲収録。 |
| 1999年7月28日  | GOLDEN BEST                                      | フォーライフ・レコード                   | FLCF-3761      | 初の公式2枚組ベスト。200万枚以上のセールスを記録。 |
| 2000年7月28日  | GOLDEN BAD                                       | フォーライフ・レコード                   | FLCF-3800      | B面曲、アルバム収録曲より陽水自身が選んだ通称「裏ベスト」。 |
| 2003年6月25日  | GOLDEN BEST SUPER                                | フォーライフミュージックエンタテイメント | FLCF-3965      | 既発の『GOLDEN BEST』に、新たに『GOLDEN BEST SUPER Disc3』を加えて3枚組とした限定盤（Disc3はCD単体発売無し）。『Disc3』収録のライブバージョンの一部は、期間限定でネット配信された。 |
| 2003年11月5日  | 井上陽水 プラチナ・ベスト 〜アーリー・タイムズ〜 | ユニバーサルミュージック                 | UICZ-4085      | 全20曲収録。陽水の既発楽曲18曲、井上陽水・安全地帯による86年のシングル「夏の終わりのハーモニー」、カップリング曲「俺はシャウト！」を収録。 |
| 2008年7月16日  | 弾き語りパッション                               | フォーライフミュージックエンタテイメント | FLCF-4240      | 2007年ツアーから初期の楽曲を中心に収録された弾き語りベスト・アルバム。当初は2008年ツアー会場のみでの限定販売であったが、反響の多さでメジャー流通でも発売された。 |
| 2008年12月10日 | BEST BALLADE                                     | フォーライフミュージックエンタテイメント | FLCF-4269      | バラードベスト |
| 2010年3月3日   | 井上陽水 傘がない〜東へ西へ                      | ユニバーサルミュージック                 | DCI-85904      | 全15曲収録。一般のCDショップルートに並ばないCD。 |
| 2010年3月3日   | 井上陽水 氷の世界〜夢の中へ                      | ユニバーサルミュージック                 | DCI-85905      | 全16曲収録。一般のCDショップルートに並ばないCD。 |

#### CD-BOX
| 発売日         | タイトル                                          | レーベル                 | 規格品番     | 備考 |
| -------------- | ------------------------------------------------- | ------------------------ | ------------ | --- |
| 1986年12月5日  | 井上陽水 1975〜                                   | フォーライフ・レコード   | 190KD-66     | フォーライフ移籍以降の全曲集（アルバム『東京ワシントンクラブ』とオムニバス収録曲、ライヴ音源を除く）。シングルバージョンは「青空、ひとりきり」のみ。 |
| 1988年11月25日 | YOSUI 4 ORIGINAL ALBUMS                           | ポリドール・レコード     | H96P-20201/4 | ポリドール時代の4枚をBOX化したもの。 『氷の世界』の1曲目に「夢の中へ」を追加収録（当商品のみ） |
| 1991年12月11日 | NO SELECTION 井上陽水全集                         | フォーライフ・レコード   | FLC3-84122   | ポリドール時代4枚とフォーライフ時代10枚の計14枚のアルバムとシングル曲集2枚『SPECIAL EDITION 1』『SPECIAL EDITION 2』を加えた16枚BOX。 『SPECIAL EDITION1』にアンドレ・カンドレ時代6曲を収録。 特典で、非売品VHS『SELECTION』が付属。「傘がない」、「夏まつり」「夢の中へ」、「心もよう」、「青空、ひとりきり」、「最後のニュース」のプロモーションビデオが収録。 |
| 1996年3月25日  | COMPLETE YOSUI IN POLYDOR DAYS 5 ALBUMS+2 SINGLES | ポリドール・レコード     | POCH-1555/9  | 5枚組BOX。ユニバーサルミュージックHPの井上陽水ディスコグラフィーは、BOX紹介ではなく5枚単品扱い紹介されている。（各作品の収録内容は、このBOXのみに適用。永久通常仕様のオリジナル5枚各々の収録内容とは異なる） |
| 1999年12月1日  | GOLDEN YEARS 1972-1974                            | ポリドール・レコード     | POCH-9018/22 | 5枚組BOX。全54曲収録。 |
| 2001年5月30日  | 井上陽水 ReMASTER                                 | フォーライフ・レコード   | FLCF-3860    | フォーライフ時代15枚とシングル曲集2枚『Re MASTER extra-1』『Re MASTER extra-2』を加えた17枚BOX。 ボーナストラック「少年時代」ライブバージョンが当商品のみ収録。 |
| 2019年1月30日  | YOSUI BOX Remastered                              | ユニバーサルミュージック | UPCH-7461    | 当初2018年12月19日発売予定が、製造スケジュール都合により発売延期。全スタジオアルバム24作をリマスタリングしてパッケージしたスペシャルBOX。1976年に発表されたライブアルバム『東京ワシントンクラブ』が初CD化。 |

#### トリビュート・アルバム
| 発売日         | タイトル             | レーベル                                 | 規格品番  | 備考 |
| -------------- | -------------------- | ---------------------------------------- | --------- | ---- |
| 2004年11月10日 | YOSUI TRIBUTE        | フォーライフミュージックエンタテイメント | FLCF-4038 |      |
| 2019年11月27日 | 井上陽水トリビュート | ユニバーサルミュージック                 | UPCH-2198 |      |

#### コンピレーション・アルバム
| 発売日        | タイトル | レーベル     | 規格品番 | 備考 |
| ------------- | -------- | ------------ | -------- | --- |
| 1975年7月29日 | 陽水生誕 | Kaleidoscope | KL-0002  | ライブ音源やアンドレカンドレの楽曲など、ここでしか聴けないトラックを含んでいるが、陽水の同意を得ずにリリースされたため発売停止となった。 |

### 関連作品
- 桜三月散歩道（1973年）
  - 『まんがNo.1』付属ソノシートとして発表[56]。アルバム『氷の世界』収録の同名曲とは別バージョン。
- クリスマス（1976年11月10日）
  - 小室等・吉田拓郎・井上陽水・泉谷しげるによるオムニバスアルバム。
- 限りなく透明に近いブルー オリジナル・サウンドトラック（1978年5月）
  - サイモン&ガーファンクルの「Homeward Bound」「Cloudy」をカバーしている。
- Natural Menu（1979年12月10日） 
  - 来生たかおのアルバム。「ゆるやかに愛が…」にコーラスで参加している。
- STARDUST RENDEZ-VOUS 井上陽水・安全地帯LIVE at 神宮（1986年11月5日）
  - アーティスト名は「井上陽水・安全地帯」。ライブアルバム。
- 115人のイラストレーターが描く井上陽水の115曲（1997年12月10日）
  - 115点のイラストに合わせて陽水の歌が流れるCD-ROM。ここでしか聞けない録音が含まれている。
- オフ・オフ・マザーグース（1995年）EMIミュージック・ジャパン
  - 37曲めの「みんなくたくた」というシュールな歌を歌っている。
- RESPECT! The 30th Anniversary of Kiyoshiro Imawano（2000年5月5日）
  - 2000年3月3日に日本武道館で行われた忌野清志郎30周年記念ライヴの録音盤。清志郎とともに「帰れない二人」を歌っている。また、2000年6月14日には同ライヴのDVDが発売されており、同様に「帰れない二人」が収録されている。
- 地上のスピード（2000年10月21日）
  - 来生たかおのシングル。シングルバージョンとアルバムバージョン（アルバム『Dear my company』収録）があり、ともに作詞とコーラスで参加している。2つのバージョンが存在するのは、陽水の提案によるものだという。
- Queen's Fellows: yuming 30th anniversary cover album（2002年12月11日）
  - 松任谷由実へのトリビュートアルバム。陽水は「甘い予感」で参加している。
- Rendez-vous（2004年3月30日、日本盤は31日）
  - ジェーン・バーキンのアルバム。
  - Canary Canaryは陽水の曲「カナリア」に英語の歌詞をつけたもので、バーキンと陽水がデュエットしている。
  - 陽水の参加作品が海外に向けて発売された唯一の例である。
- いつのまにか少女は c/w ミステリー あなたに夢中（2004年10月20日）
  - アーティスト名は「持田香織 produced by 井上陽水」。持田香織が歌った作品である。
  - 「いつのまにか少女は」は陽水のカバー。陽水はハーモニカで参加している。
  - 「ミステリー〜」はこのシングルのための提供曲。陽水はコーラスで参加している。
  - 『LOVE COMPLEX』には陽水が歌う「ミステリー〜」が収録されている。
  - シティ・ポップスカバーコンピ『Happy Holidays! 〜CITY POPS COVERS〜』には「いつのまにか少女は/持田香織 produced by 井上陽水]」が収録されている。
- はじめてのやのあきこ（2006年3月8日）
  - 矢野顕子のアルバム。陽水は「架空の星座」を作詞し、矢野とデュエットしている。
  - 『LOVE COMPLEX』には再録された「架空の星座」が収録されている。
- 服部良一 〜生誕100周年記念トリビュート・アルバム〜（2007年10月17日）
  - 服部良一へのトリビュート・アルバム。2曲目の「胸の振り子」に参加。
- 奥田民生・カバーズ（2007年10月24日）
  - 奥田民生のトリビュート・アルバム。「The STANDARD」を歌っている。
- 宇多田ヒカルのうた -13組の音楽家による13の解釈について-（2014年12月9日）
  - 宇多田ヒカルがデビュー15周年を記念してリリースされた初となるトリビュート・アルバム。「SAKURAドロップス」を歌っている。
- アダムとイヴの林檎（2018年5月23日）
  - 椎名林檎のデビュー20周年を記念してリリースされた初のトリビュート・アルバム。「カーネーション」を歌っている。

### 映像作品
- クラムチャウダー＜NHKホールライブ＞（1986年9月1日）
  - ライブ映像。VHS、LD、β、VHDの4形態で発売。
- 井上陽水ライブ'88サントリーホール 夜のシミュレーション（1989年4月21日）
  - ライブ映像。VHS、LD、βの3形態で発売。
- 夢寝見（1989年10月21日）
  - プロモーションビデオ。VHSとLDの2形態で発売。
- Curve Yousui Inoue（1990年）
  - プロモーションビデオ、ライブ映像、コンサート会場限定販売。
- 井上陽水 CONCERT 1999〜2001 UNITED TOUR（2001年12月5日）
  - ライブ映像。VHSとDVDの2形態で発売。
- 「The Premium Night」―昭和女子大学 人見記念講堂ライブ―（2007年4月11日）
  - ライブ映像。DVDのみの発売。
- 「40th Special Thanks Live in 武道館」（2010年3月31日）
  - ライブ映像。DVDのみの発売。
- 「氷の世界ツアー2014　ライブ・ザ・ベスト」CD特典ライブ映像（2014年9月10日）
  - ライブ映像。限定盤Aの付属品Blu-ray 限定盤Bの付属品DVDの2形態で付属。
- 「井上陽水 コンサート2015 UC2」（2016年3月16日）
  - ライブ映像。DVDとBlu-rayの2形態で発売。
- 「GOLDEN BEST VIEW ～SUPER LIVE SELECTION～」（2017年10月4日）
  - ライブ映像。DVDとBlu-rayの2形態で発売。
- 「井上陽水50周年記念ライブツアー『光陰矢の如し』〜少年老い易く 学成り難し〜」（2020年9月1日）
  - ライブ映像。DVDとBlu-rayの2形態で発売。

#### PV
いくつかの曲でPVが制作されている。
- 「傘がない」
- 「夏まつり」
- 「夢の中へ」
- 「心もよう」
- 「青空、ひとりきり」-レコーディングの風景が撮影された。
- 「最後のニュース」-1990年12月頃に制作され陽水本人が監督を務めた。

以下が1991年「NO SELECTION 井上陽水全集」の特典VHSに収録された。その他にも、
- 「少年時代」
- 「夢寝見」-操上和美が監督を務め、1989年10月21日にVHSとLDの2形態で発売。
- 「Just fit」-前述同様操上和美が監督を務める。故郷の田川で撮影が行われた。
- 「嘘つきダイヤモンド」
- 「リバーサイドホテル」-再発時の1988年頃に新規制作された。
- 「Make-up Shadow」
- 「花の首飾り」
- 「Love Rainbow」

などが制作されている。また、「傘がない」は2008年の『弾き語りパッション』発売時、新規に制作され、俳優のオダギリジョーが主演を務めた。陽水本人も一瞬だけ出演した。

### タイアップ一覧
| 楽曲                                          | タイアップ                                                          |
| --------------------------------------------- | ------------------------------------------------------------------- |
| 夢の中へ                                      | 映画『放課後』主題歌                                                |
| 夢の中へ                                      | JR東日本カシオペアCMソング                                          |
| 夢の中へ                                      | au CDMA 1X WINCMソング                                              |
| 夢の中へ                                      | EZフラットCMソング                                                  |
| 夢の中へ                                      | 映画『すずめの戸締まり』挿入歌                                      |
| 愛は君                                        | 日活ロマンポルノ『感じるんです』挿入歌                              |
| 愛は君                                        | TBS系ドラマ『スチュワーデスの恋人』主題歌                           |
| BRIGHT EYES                                   | 映画『ウォーターシップダウンのうさぎたち』主題歌                    |
| とまどうペリカン                              | 日本テレビ系スペシャルドラマ『季節が変わる日』エンディングテーマ    |
| とまどうペリカン                              | 映画『幕末青春グラフィティ Ronin 坂本竜馬』劇中歌                   |
| いっそセレナーデ                              | サントリー角瓶CMソング                                              |
| 新しいラプソディー                            | サントリー角瓶CMソング                                              |
| サッポロ<生>黒ラベルCMソング                  |                                                                     |
| 日清カップヌードルCMソング                    |                                                                     |
| ANACMソング                                   |                                                                     |
| サッポロビールCMソング                        |                                                                     |
| WHY                                           | 日立製作所AV用品CMソング                                            |
| We are 魚                                     | ホンダ・トゥデイCMソング                                            |
| 今夜、私に                                    | 日産・セフィーロCMソング                                            |
| リバーサイドホテル                            | フジテレビ系ドラマ『ニューヨーク恋物語』テーマ曲                    |
| 最後のニュース                                | TBS系列『筑紫哲也 NEWS23』エンディングテーマ                        |
| 最後のニュース                                | キノフィルムズ映画『だれかの木琴』主題歌                            |
| 少年時代                                      | 東宝映画『少年時代』主題歌                                          |
| 少年時代                                      | 1991年ソニー8mmビデオCMソング                                       |
| 少年時代                                      | KIRIN・ラガービールCMソング                                         |
| Tokyo                                         | サントリーローヤルCMソング                                          |
| 結詞                                          | JR東日本「その先の日本へ」テーマソング                              |
| 5月の別れ                                     | '93キリンラガービール「日本の恵みシリーズ」CMソング                 |
| Make-up Shadow                                | フジテレビ系ドラマ『素晴らしきかな人生』主題歌                      |
| Make-up Shadow                                | トヨタ・ブレイドCMソング                                            |
| カナディアン・アコーデオン                    | NHK連続テレビ小説『かりん』テーマ曲                                 |
| 移動電話                                      | TBS系ドラマ『夢見る頃を過ぎても』主題歌                             |
| カミナリと風                                  | TBS系ドラマ『夢見る頃を過ぎても』挿入歌                             |
| 嘘つきダイヤモンド                            | フジテレビ系『HEY!HEY!HEY! MUSIC CHAMP』エンディングテーマ          |
| 太陽の町                                      | 東映映画『機関車先生』テーマ曲                                      |
| 積み荷のない船                                | テレビ朝日系ドラマ『深夜特急』主題歌                                |
| HAWAIIAN LOVE SONG (リリウオカラニ女王に捧ぐ) | ハワイ観光局CMソング                                                |
| TEENAGER                                      | 日本テレビ系ドラマ『三姉妹探偵団』エンディング曲                    |
| 最新伝説                                      | MBS-TBS系テレビ番組『世界ウルルン滞在記』4・5月エンディングテーマ曲 |
| クレイジーラブ                                | フジテレビ系ドラマ『アフリカの夜』挿入歌                            |
| クレイジーラブ                                | 映画『かもめ食堂』エンディング曲                                    |
| この世の定め                                  | キリンビバレッジ聞茶CMソング                                        |
| Final Love Song                               | キリンビバレッジ聞茶CMソング                                        |
| 森花処女林                                    | フジテレビ系『ランチの女王』挿入歌                                  |
| 決められたリズム                              | 松竹映画『たそがれ清兵衛』主題歌                                    |
| 歌に誘われて                                  | 西鉄バス CMソング                                                   |
| 新しい恋                                      | ザ・サントリーオールドCMソング                                      |
| Love Rainbow                                  | 資生堂「ザ・コラーゲン」CMソング                                    |
| MAP                                           | NHK『ブラタモリ』第1 - 3シリーズエンディングテーマ                  |
| 赤い目のクラウン                              | 映画『今度は愛妻家』主題歌                                          |
| 覚めない夢                                    | NHKドラマ『さよなら、アルマ〜赤紙をもらった犬〜』主題歌             |
| 女神                                          | NHK『ブラタモリ』第4シリーズオープニングテーマ                      |
| 瞬き                                          | NHK『ブラタモリ』第4シリーズエンディングテーマ                      |
| care                                          | 大塚製薬『ポカリスエット』CMソング                                  |

### 楽曲提供
- オリーブ
  - 「愛ある国へ」 - 作詞・作曲：井上陽水（1970年）
- ザ・モップス
  - 「窓をあけろ」 - 作詞・作曲：井上陽水（1972年）
  - 「あかずの踏切り」 - 作詞：井上陽水／作曲：星勝（1973年）
- 石川セリ
  - 「ダンスはうまく踊れない」 - 作詞・作曲：井上陽水（1977年）- 5年後の1982年、高樹澪がカバー・シングルとしてリリース
  - 「気まぐれ」 - 作詞：石川セリ／作曲：井上陽水
- 水谷豊
  - 「はーばーらいと」 - 作詞：松本隆／作曲：井上陽水（1977年）
  - 「男の手紙」 - 作詞：白石ありす／作曲：井上陽水
  - 「鍵はかけない」 - 作詞：松本隆／作曲：井上陽水
  - 「通過します」 - 作詞：友部正人／作曲：井上陽水
  - 「テンダネス」 - 作詞：松本隆／作曲：井上陽水
  - 「マリーナ デル レイ」 - 作詞：松本隆／作曲：井上陽水 (1981年)
  - 「AMERICAN LINE」 - 作詞：松本隆／作曲：井上陽水
  - 「MUSIC HIGH」 - 作詞・作曲：井上陽水 (1982年)
- 佐藤博
  - 「月の子の名前はレオ」 - 作詞：井上陽水／作曲：佐藤博（1979年）
- 中山千夏
  - 「Kiss」 - 作詞：井上陽水／作曲：小室等（1980年）
- 山口百恵
  - 「Crazy love」 - 作詞：井上陽水／作曲：井上陽水（1980年）
- 三上寛
  - 「俺のあの娘は可愛いい」 - 作詞・作曲：井上陽水（1981年）
- 沢田研二
  - 「News」
  - 「デモンストレーションAir Line」
  - 「背中まで45分」
  - 「Darling」
  - 「A.B.C.D.」
  - 「チャイニーズフード」
  - 「How Many “Good Bye”」
  - 「次のデイト」
  - 「ジャスト フィット」
  - 「ミスキャスト」
    - 全曲、作詞・作曲：井上陽水（1982年12月10日）
- 柏原芳恵
  - 「夏のたった今」 - 作詞：友部正人／作曲：田所純一郎（井上陽水）（1983年7月30日）
- 安全地帯
  - 「ワインレッドの心」 - 作詞：井上陽水／作曲：玉置浩二 (1983年11月25日)
  - 「真夜中すぎの恋」 - 作詞：井上陽水／作曲：玉置浩二 (1984年)
  - 「恋の予感」 - 作詞：井上陽水／作曲：玉置浩二 (1984年10月25日)
- 中森明菜
  - 「飾りじゃないのよ涙は」 - 作詞・作曲：井上陽水 (1984年11月14日)
  - 「ムーンライトレター」 - 作詞：松井五郎／作曲：井上陽水
- 吉永小百合
  - 「夢さぐり」 - 作詞：来生えつこ／作曲：井上陽水 (1984年)
- 薬師丸ひろ子
  - 「ステキな恋の忘れ方」 - 作詞・作曲：井上陽水 (1985年11月1日)
  - 「哀しみの種」 - 作詞：松本隆／作曲：井上陽水
  - 「ローズ・ティーはいかが?」 - 作詞：松本隆／作曲：井上陽水
  - 「めぐり逢い」 - 作詞・作曲：井上陽水(2017年)
- 安倍里葎子
  - 「年下ごのみ」作詞：吉法かずさ／作曲：南杜夫（井上陽水）（1988年3月2日）
- ブレッド&バター
  - 「WYOMING GIRL」 - 作詞・作曲：井上陽水 (1989年)
  - 「ファッションラヴァー」 - 作詞：GALLWAY PETER ALAN、井上陽水／作曲：GALLWAY PETER ALAN
- 森進一
  - 「フィクション」 - 作詞・作曲：井上陽水 (1990年)
- 荻野目洋子
  - 「ギャラリー」 - 作詞・作曲：井上陽水（1990年6月27日）
  - 「ON BED」 - 作詞：井上陽水／作曲：井上陽水・平井夏美（1990年6月27日）
- 小泉今日子
  - 「月ひとしずく」 - 作詞：井上陽水・奥田民生・小泉今日子／作曲：井上陽水・奥田民生（1994年11月14日）
- デーモン小暮閣下
  - 「LOVE ROMANCE」 - 作詞・作曲：井上陽水（1995年8月21日）
- 篠原涼子
  - 「ダメ!」 - 作詞・作曲：井上陽水（1995年11月22日）
- PUFFY
  - 「アジアの純真」 - 作詞：井上陽水／作曲：奥田民生（1996年5月13日）
  - 「渚にまつわるエトセトラ」 - 作詞：井上陽水／作曲：奥田民生（1997年4月16日）
  - 「CAKE IS LOVE」 - 作詞・作曲：井上陽水（1998年4月1日）
  - 「オリエンタル・ダイヤモンド」 - 作詞：井上陽水／作曲：奥田民生（2007年9月5日）
- Chappie
  - 「DOCU-MENTARY KISS」 - 作詞：井上陽水／作曲：ギターペイダー（1999年10月10日）
- ペギー葉山
  - 「プラス・ピアス」 - 作詞・作曲：井上陽水 (2000年)
- 来生たかお
  - 「地上のスピード」 - 作詞：井上陽水／作曲：来生たかお (2000年10月21日)
- 一青窈
  - 「一思案」 - 作詞：一青窈／作曲：井上陽水（2004年4月7日）
  - 「面影モダン」 - 作詞：一青窈／作曲：井上陽水（2004年4月7日）
- 持田香織
  - 「ミステリーあなたに夢中」 - 作詞・作曲：井上陽水（2004年10月20日）
- 岡本知高
  - 「E-I-E-N」 - 作詞：井上陽水／作曲：筒美京平（2004年10月21日）
- Akeboshi
  - 「Yellow Moon」 - 作詞：井上陽水／作曲：Akeboshi（2006年4月19日）
- 小野リサ
  - 「青いフラミンゴ」　- 作詞・作曲：井上陽水　(2013年)
- 依布サラサ
  - 「キャッホー」　-作詞・作曲：井上陽水　(2013年)
- 伊藤蘭
  - 「LALA TIME」-作詞・作曲：井上陽水、みりん (2019年)
- DR.STRANGE LOVE
  - 「アメリカのアリゾナ」 - 作詞：井上陽水／作曲：長田進
- 本山ツトム
  - 「一枚ガラスの喫茶店」 - 作詞：小椋佳／作曲：井上陽水
- 野崎沙穂
  - 「エアメール・ブルー」 - 作詞：安井かずみ／作曲：井上陽水
- かしわ哲
  - 「オシエテモット」 - 作詞：かしわ哲／作曲：井上陽水
- 矢野顕子
  - 「架空の星座」 - 作詞：井上陽水／作曲：矢野顕子
- 三田寛子
  - 「駈けてきた処女」 - 作詞：阿木燿子／作曲：井上陽水
  - 「夏の雫」 - 作詞：阿木燿子／作曲：井上陽水／編曲：坂本龍一
  - 「ふたりぽっち物語」 - 作詞：阿木燿子／作曲：井上陽水
- 町田義人
  - 「風のように」 - 作詞：阿木燿子／作曲：井上陽水
- 樋口可南子
  - 「からたちの花」 - 作詞：流れ星犬太郎／作曲：井上陽水
- 小林麻美
  - 「グランプリの夏」 - 作詞：小林和子／作曲：井上陽水
  - 「TRANSIT」 - 作詞：松任谷由実／作曲：井上陽水
- 郷ひろみ
  - 「サファイア・ブルー」 - 作詞：松本隆／作曲：井上陽水
- 姫乃樹リカ
  - 「地上の楽園」 - 作詞：松本隆／作曲：井上陽水
- 風間杜夫
  - 「東京さみしがり屋」 - 作詞・作曲：井上陽水
- 長谷川きよし
  - 「ドライアイス」 - 作詞：井上陽水／作曲：長谷川きよし
- 武田久美子
  - 「半分ピエロ」 - 作詞：友部正人／作曲：井上陽水
- YK型
  - 「バルサの翼」 - 作詞：吉田照美／作曲：井上陽水
- 亀淵友香
  - 「夢のくらし」 - 作詞：及川恒平／作曲：井上陽水
- 松坂慶子
  - 「ラジオのついたナイト・テーブル」 - 作詞：井上陽水／作曲：小室等
- かまやつひろし
  - 「ロンドン急行」 - 作詞・作曲：井上陽水
- MAACHO
  - 「NOTHING IN BLUE」 - 作詞：CASS MARK／作曲：井上陽水
- 岩下京子
  - 「BOOING」 - 作詞・作曲：井上陽水（「立花海」名義[57]）
- 海援隊
  - 「ほととぎす」 - 作詞・作曲：井上陽水(1972年10月25日)
  - 「悲しい唄が聞こえる」 - 作詞・作曲：井上陽水(1972年10月25日)

## 出演
1969年のデビューから殆どテレビ•ラジオに出演する事は多くなく、親交が深いタモリや筑紫哲也などの冠番組、一部の音楽番組の出演等が大半を占める。

### 音楽番組
- ヤングインパルス（1973年、「傘がない」、テレビ神奈川）

- Folk & Rock in 73（1973年、「傘がない」「たいくつ」、毎日放送）

- ザ・ベストテン（1981年、1984年など、TBS）
- 第27回日本レコード大賞（1985年12月31日、TBS）
- 夜のヒットスタジオ（1981年、1987年など、フジテレビ）
- ミュージックフェア(1983年、1987年、フジテレビ)
- 加山雄三ショー(1988年1月16日•23日、NHK総合)
- ミュージックステーション（1989年7月28日「夢寝見」、1991年10月25日「少年時代」、1992年11月27日「結詞」、1994年10月21日「移動電話」、1995年12月22日「嘘つきダイヤモンド」、1997年2月14日「ありがとう」、2001年1月19日「コーヒールンバ」、2006年12月28日「パラレル・ラブ」、テレビ朝日）
- タモリ・山田邦子のヤマモリ音楽ステーション(1992年1月2日)
- MJ -MUSIC JOURNAL-(1993年04月14日、フジテレビ)
- HEY!HEY!HEY! MUSIC CHAMP(1995年、2002年など、フジテレビ)
- 僕らの音楽2 (2006年04月07日、フジテレビ)
- SONGS(2009年、2012年、2015年など、NHK総合)
- The Covers(2015年2月16日、NHK総合)

### ドキュメンタリー
- 情熱大陸(1999年8月29日、TBS)
- 陽水の50年〜5人の表現者が語る井上陽水〜（2019年12月27日、NHK総合）

### 報道番組
- 日曜夕刊!こちらデスク(1982年9月26日、テレビ朝日)
- 筑紫哲也 NEWS23（1990年、2003年など、TBS）
- ミッドナイトジャーナル(1992年、NHK総合)
- ニュースステーション(1999年、テレビ朝日)

### トーク番組
- 徹子の部屋（1982年、2012年4月5日、テレビ朝日）
- Ryu's Bar 気ままにいい夜(1987年10月4日、TBS)
- TK MUSIC CLAMP(1995年10月25日、フジテレビ)
- ETV2000「いま クリエイティブとは何か」(2000年8月22日、NHK教育テレビ)- 糸井重里と対談

### 映画
- 女番長 野良猫ロック（1970年、日活） ※アンドレ・カンドレ名義
- お葬式（1984年）
- 無能の人（1991年）

### 特別番組
- タモリ&井上陽水の大人のお正月（テレビ朝日、1995年1月1日）
- 井上陽水 ハロー、グッバイ(NHK、2000年12月10日)
- 井上陽水 空想ハイウェイ(NHK、2004年から2005年)-全4回放送。
  - 持田香織、三上寛、加川良、高田渡、友部正人、小室等、押尾コータロー、ジェイク・シマブクロ、山下洋輔、高田漣、菊地成孔に加え、陽水へのトリビュートアルバム『YOSUI TRIBUTE』に参加したトライセラトップス、布袋寅泰、平原綾香、小野リサ、一青窈、奥田民生、忌野清志郎らが出演。
- 井上陽水スペシャルTV(TBS、2007年12月26日)
- LIFE 井上陽水(NHK、2009年)-全4回放送。
- 井上陽水マニアックカタログ(NHK、2013年4月7日)

### バラエティ番組
- ばらえてい テレビファソラシド(NHK総合、1981年1月22日)
- 森田一義アワー 笑っていいとも!・テレフォンショッキング（フジテレビ、1983年6月29日、2001年1月25日、2014年3月19日他）
- とんねるずのみなさんのおかげです 年末特別スペシャル『井上陽水物語』（フジテレビ、1990年12月27日）
- タモリ倶楽部(テレビ朝日、1992年、1993年、1994年)
- 今夜は営業中!（日本テレビ、1999年9月18日)
- 木梨サイクル（フジテレビ、2001年12月7日•14日)
- ヨルタモリ(フジテレビ、2014年10月26日)

### テレビドラマ
- 幕末青春グラフィティ 坂本竜馬（日本テレビ、1982年） - 伊藤俊輔役

### ラジオ番組
- スマッシュ!!11（1969年、1970年など、RKBラジオ）
- 井上陽水のオールナイトニッポン（1977年3月26日、ニッポン放送）
- クェスチョンズ～井上陽水の人間探検～(1980年、TBSラジオ)-陽水自身が半年間パーソナリティを務めた。[58] [59]
- タモリのオールナイトニッポン（1981年頃、2008年2月24日、ニッポン放送）
- 三菱ドライビングポップス〜真知子と歌おう〜（1982年頃、TBSラジオ）
- とんねるずのオールナイトニッポン（1989年8月1日、1991年10月8日、ニッポン放送）
- 吉田拓郎のオールナイトニッポンDX（1997年10月6日、ニッポン放送)
- 吉田照美のやる気MANMAN!(2001年、2002年など、文化放送)- やるMANリスナーを公言していた。
- タモリの週刊ダイナマイク(2002年11月17日、ニッポン放送）
- J-WAVE 25（2006年9月10日、J-WAVE）
- みうらじゅんの「サブカルジェッター」〜2番目がいいんじゃない（2008年3月22日、TBSラジオ）
- 坂崎幸之助と吉田拓郎のオールナイトニッポンGOLD(2012年6月11日、ニッポン放送）
- たまむすび(2013年、2019年他、TBSラジオ)
- ラジオ深夜便(2013年6月10日、2018年6月23日、NHKラジオ)
- 井上陽水のオールナイトニッポンGOLD（2014年4月4日、2015年7月17日、ニッポン放送）
- 吉田照美 飛べ!サルバドール（2014年7月25日、2016年4月22日、文化放送）
- 柳原可奈子のワンダフルナイト（2014年12月28日、2015年1月4日、ニッポン放送）
- K's TRANSMISSION（2015年8月7日、NACK5）
- 伊集院光とらじおと（2016年8月22日、TBSラジオ）
- 二丁目お茶の間劇場（2017年2月16日、RKBラジオ）
- PAO〜N（2017年2月17日、KBCラジオ）
- 高田純次 日曜テキトォールノ（2017年2月26日、文化放送）
- GOOD NEIGHBORS（2017年9月7日、2019年2月4日～7日、J-WAVE）
- RADIO SWITCH（2018年12月15日、J-WAVE）
- 田家秀樹のJ-POP LEGEND FORUM（2019年9月30日、FM COCOLO）
- J-WAVE SPECIAL ZOJIRUSHI TO EAT IS TO LIVE（リモート出演、2021年2月11日、J-WAVE）

### CM
- サントリー 角瓶（1984年）
- 日産自動車 セフィーロ（A31系前期型）（1988年 - 1990年）
- キリンビバレッジ 聞茶（2001年頃）
- サントリー サントリーオールド（2006年）

## 書籍

### 著書
- 音のそとがわで（1974年、サンリオ）
  - エッセイ集。
- 青空ふたり旅（1985年、角川書店）ISBN 4041294150
  - 1976年の五木寛之との対談。
1976年のペップ出版発行の方にあった「田川のどろぼう部落」が強くてたくましいイメージ、九州的なものとして大事にしたい、などと二人で擁護する件（同書1976年版p163）などが1985年版では削除されている。
- ラインダンス（1982年、新潮社）ISBN 4101282013
  - 歌詞集。
- 綺麗ごと（1985年、集英社）ISBN 4087800857
  - ロングインタビューなどを掲載。
- 歌う見人（ケンジン） - 井上陽水カセットブック（1986年、小学館）ISBN 4093632510。以下の英語詞ヴァージョンが収録されている。
  - A1：Dream（夢）
  - A2：I Fell For You（揺れる花園）
  - A3：Tangerine Summers（飾りじゃないのよ涙は）
  - A4：Transit（トランジット）
  - B1：Sweet Serenade（いっそセレナーデ）
  - B2：Waiting Game（新しいラプソディー）
  - B3：Couldn't We（招待状のないショー）
  - B4：Frozen Eyes（フローズン・アイズ）
- 媚売る作家（1993年、角川書店）ISBN 4048833294
  - 作品解説などを掲載。
- 夢の旅人（1994年、新潮社）ISBN 4105299018
  - 井上陽水による詩、ギー・ビルーによる絵で構成された絵本。
- 井上陽水 FILE FROM 1969（2009年、エフエム東京）ISBN 4887452144
  - 井上陽水40周年記念として今までの多数の活動記録をまとめた本。
- 別冊カドカワ 総力特集 井上陽水（2009年、角川マーケティング（角川グループパブリッシング））ISBN 4048950657
  - 井上陽水の40周年記念に作られた特集号。陽水と親交のある著名アーティストによる陽水についてのインタビュー等も掲載。

### 関連書籍
- 「井上陽水・孤独の世界」（1975年、塩沢茂著、講談社発行「ビッグ・バックス」）
- 井上陽水 全発言（1994年、えのきどいちろう編集、福武書店）ISBN 4828817360
- 陽水の快楽 ― 井上陽水論（1999年、竹田青嗣著、筑摩書房）ISBN 4480034587
- 満月、空に満月（1995年、海老沢泰久著、文藝春秋）ISBN 4167414112
- 井上陽水英訳詩集（2019年、ロバート・キャンベル著、講談社）ISBN 9784065131312